# Hổ (cầu thủ bóng đá)
Hổ (sinh ngày 2 tháng 7 năm 1998) là một cầu thủ bóng đá Việt Nam người Xơ Đăng hiện đang thi đấu cho câu lạc bộ V.League 2 Khánh Hòa ở vị trí tiền đạo cánh.

## Sự nghiệp
Năm 10 tuổi, sau khi giành được một số thành tích ở cấp trường và cấp huyện, Hổ được gọi vào tuyển năng khiếu bóng đá vùng Tây Nguyên và cùng các đội U-10, U-11, U-15 Đắk Lắk giành huy chương bạc và đồng tại các giải thiếu niên, nhi đồng quốc gia. Sau khi tham dự giải U-19 Quốc gia năm 2018 trong màu áo của Quảng Nam, anh được đôn lên đội một của câu lạc bộ Đắk Lắk và thi đấu chuyên nghiệp từ đó đến nay.
Mùa giải 2023–24, Hổ chuyển đến thi đấu cho câu lạc bộ Khánh Hòa ở giải Vô địch Quốc gia. Anh ra sân trong 11 trận đấu của đội bóng phố biển với 4 trận đá chính, nhưng không thể giúp cho câu lạc bộ thoát khỏi suất xuống hạng ở mùa giải này.

## Đời sống cá nhân
Hổ là người dân tộc Xơ Đăng, tỉnh Kon Tum, sinh ra trong một gia đình làm nông nghèo khó; anh là người con thứ ba trong gia đình có tám anh chị em. Theo truyền thống của người Xơ Đăng, tên của anh chỉ có tên mà không có họ hay tên đệm, vì vậy Hổ được biết đến là cầu thủ bóng đá có tên ngắn nhất Việt Nam.